# Ива бурятская
И́ва буря́тская (лат. Salix burjatica) — вид лиственных деревьев или кустарников из рода Ива (Salix) семейства Ивовые (Salicaceae).
В природе ареал вида охватывает Прибалтику, практически всю территорию России, Монголию и северо-восточные районы Китая.

## Ботаническое описание
Листья ланцетные или продолговато-ланцетные, плоские, пильчатые, реже цельнокрайные, почти шелковистые.
Серёжки сидячие, развиваются одновременно с листьями или раньше их. Мужские серёжки без прицветных листочков; женские — с чешуйчатыми листочками. Прицветные чешуи укороченные, на верхушке чёрно-бурые или буро-чёрные. Столбик средней длины, почти равен или немного короче рыльца. Цветение в мае.

## Таксономия
Salix burjatica Nasarow, 1938, Fl. USSR 5:137.
Вид Ива бурятская входит в род Ива (Salix) семейства Ивовые (Salicaceae) порядка Мальпигиецветные (Malpighiales).
|  |                                      |  |                                                             |                                                             |                  |  | ещё 36 семейств (согласно Системе APG II) | ещё 36 семейств (согласно Системе APG II) |                    |  |  |  | ещё более 500 видов |
|  |                                      |  |                                                             |                                                             |                  |  | ещё 36 семейств (согласно Системе APG II) | ещё 36 семейств (согласно Системе APG II) |                    |  |  |  | ещё более 500 видов |
|  |                                      |  |                                                             | порядок Мальпигиецветные                                    |                  |  |                                           |                                           | род Ива            |  |  |  |                     |
|  |                                      |  |                                                             | порядок Мальпигиецветные                                    |                  |  |                                           |                                           | род Ива            |  |  |  |                     |
|  | отдел Цветковые, или Покрытосеменные |  |                                                             |                                                             | семейство Ивовые |  |                                           |                                           | вид Ива бурятская  |  |  |  |                     |
|  | отдел Цветковые, или Покрытосеменные |  |                                                             |                                                             | семейство Ивовые |  |                                           |                                           |                    |  |  |  |                     |
|  |                                      |  | ещё 44 порядка цветковых растений (согласно Системе APG II) | ещё 44 порядка цветковых растений (согласно Системе APG II) |                  |  |                                           | ещё около 57 родов                        | ещё около 57 родов |  |  |  |                     |
|  |                                      |  |                                                             | ещё 44 порядка цветковых растений (согласно Системе APG II) |                  |  |                                           |                                           | ещё около 57 родов |  |  |  |                     |

Некоторые источники данное название рассматривают как синоним Salix gmelinii Pall.